# Rodovia Serafim Derenzi
A rodovia Serafim Derenzi é uma rodovia de Vitória. É uma das principais vias da cidade, estendendo-se por 10 quilômetros e passando por 15 bairros do oeste da ilha de Vitória, sendo assim a maior via da capital do Espírito Santo. Seu nome é uma homenagem a Serafim Derenzi, construtor italiano que participou das obras da rodovia em 1939, além de ferrovias no Espírito Santo e aterros em Jucutuquara e no Parque Moscoso. Até a década de 1970, era uma rodovia para escoamento de produtos agrícolas. Com a expansão industrial no Norte da ilha, a rodovia perdeu sua função original para atender a população que migrou para a região.
Estão planejadas obras na rodovia Serafim Derenzi, que envolvem a triplicação de pistas entre a avenida Maruípe e a pedreira Rio Doce, a duplicação do restante da via e a construção de dois túneis de 500 metros, que encurtariam o trajeto em 1 quilômetro. Além disso, estuda-se também a construção de baias de ônibus, ciclovia e calçadas acessíveis de 3 metros de largura.
A rodovia atende 65 mil moradores próximos, passa por 448 casas, 117 comércios e 181 lotes mistos com casas e comércios, e conta com 62 pontos de ônibus.